# Sébastien Frey
Sébastien Jacques André Frey (Thonon-les-Bains, 18 de março de 1980) é um ex-futebolista francês que atuava como goleiro.

## Carreira

### Início
Revelado pelo modesto Cannes, da França, estreou na temporada 1997–98, com apenas 17 anos. Já no verão de 1998 foi vendido a Internazionale, pela qual fez sua estreia na Serie A em março de 1999, contra a Sampdoria. 

### Hellas Verona e Parma
Para não desvalorizar um goleiro talentoso e jovem, a Inter decidiu emprestá-lo ao Hellas Verona para a disputa da temporada seguinte. Após ajudar a equipe de Verona a escapar do rebaixamento, Frey retornou a Internazionale, mas desta vez com a titularidade. Com a contratação de Francesco Toldo junto a Fiorentina, Frey voltou a ser reserva, mas o Parma acertou sua contratação no verão de 2001 para substituir Gianluigi Buffon, contratado pela Juventus. Frey tornou-se titular absoluto no Parma, e com a camisa gialloblù conquistou seu único título em toda carreira: a Copa da Itália de 2001–02. No entanto, o titular na final foi o experiente brasileiro Cláudio Taffarel.

### Fiorentina
Em 2005, o seu treinador nos tempos de Verona e Parma, Cesare Prandelli, e recém-chegado a Florença, solicitou a contratação de Frey à direção da Fiorentina. Frey começou muito bem a temporada 2005–06, mas uma lesão grave em janeiro num lance com Marcelo Zalayeta, centroavante da Juventus, o tirou de campo até o fim da temporada, fazendo com que ele fosse substituído por Bogdan Lobonț na equipe da Viola. Na temporada seguinte, Frey recuperou a titularidade e voltou a jogar em alto nível pela Fiorentina.

### Genoa
Em julho de 2011 acertou com o Genoa, substituindo o português Eduardo que havia saído para atuar pelo Benfica.

## Seleção Nacional
Sempre destaque em seus clubes, Frey passou por sucessivas pré-convocações e fez parte do grupo da Seleção Francesa que disputou a Euro 2008. No entanto, por receber pouquíssimas chances e pelo fato de Hugo Lloris ter sido escolhido como novo goleiro titular após a competição, Frey aposentou-se da Seleção em agosto de 2008. No total, disputou apenas duas partidas pelos Bleus.

## Títulos
Parma
- Copa da Itália: 2001–02

Prêmios individuais
- Guerin d'Oro: 2000